# Dactyloptena
Genre
Dactyloptena est un genre de poissons marins de la famille des Dactylopteridae, aussi appelés « grondins volants ».

## Description
C'est l'un des deux genres de grondins volants (et le principal), qui rassemble toutes les espèces tropicales de l'Indo-Pacifique. 

## Liste des espèces
Selon World Register of Marine Species (29 septembre 2024) :
- Dactyloptena gilberti Snyder, 1909
- Dactyloptena macracantha (Bleeker, 1855)
- Dactyloptena orientalis (Cuvier, 1829)
- Dactyloptena papilio Ogilby, 1910
- Dactyloptena peterseni (Nyström, 1887)
- Dactyloptena tiltoni Eschmeyer, 1997

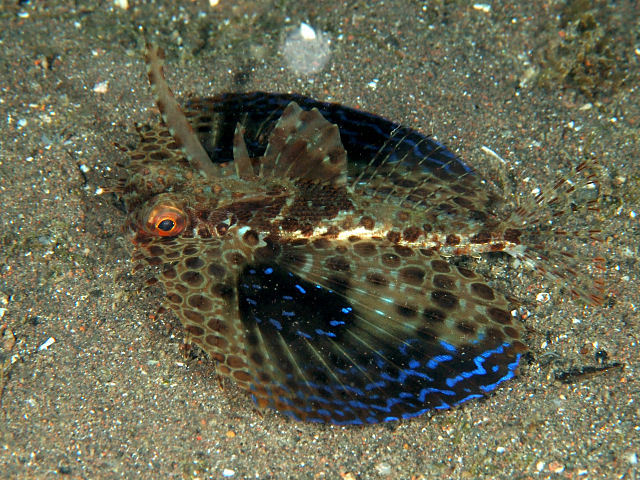
Dactyloptena gilberti
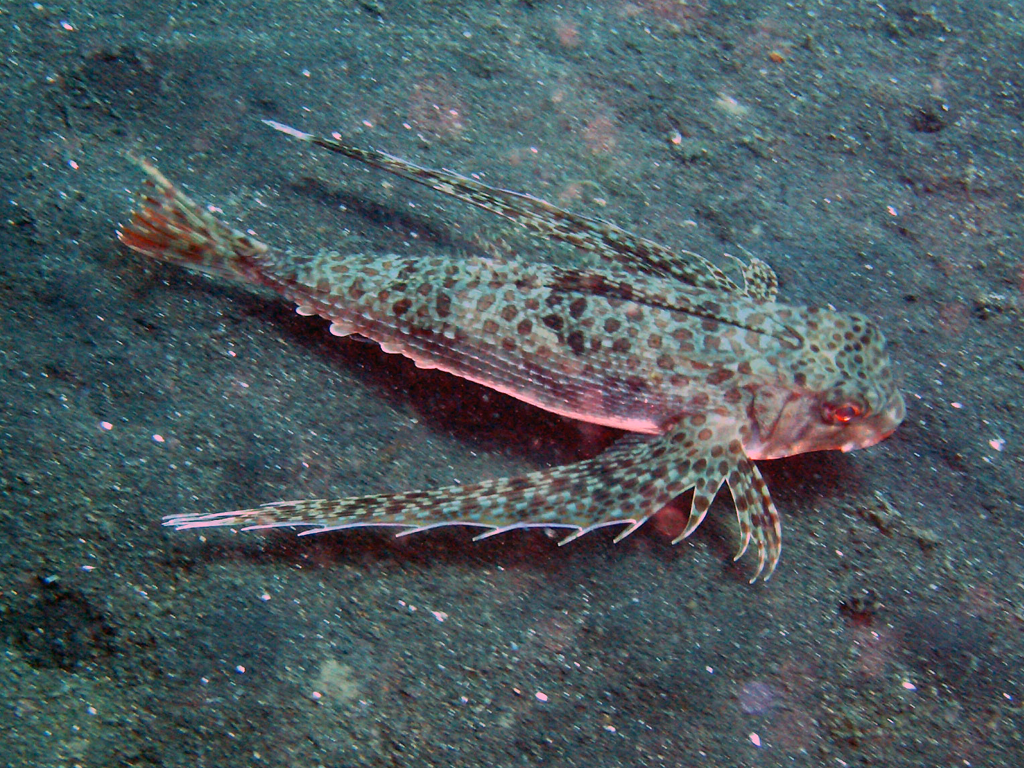
Dactyloptena macracantha
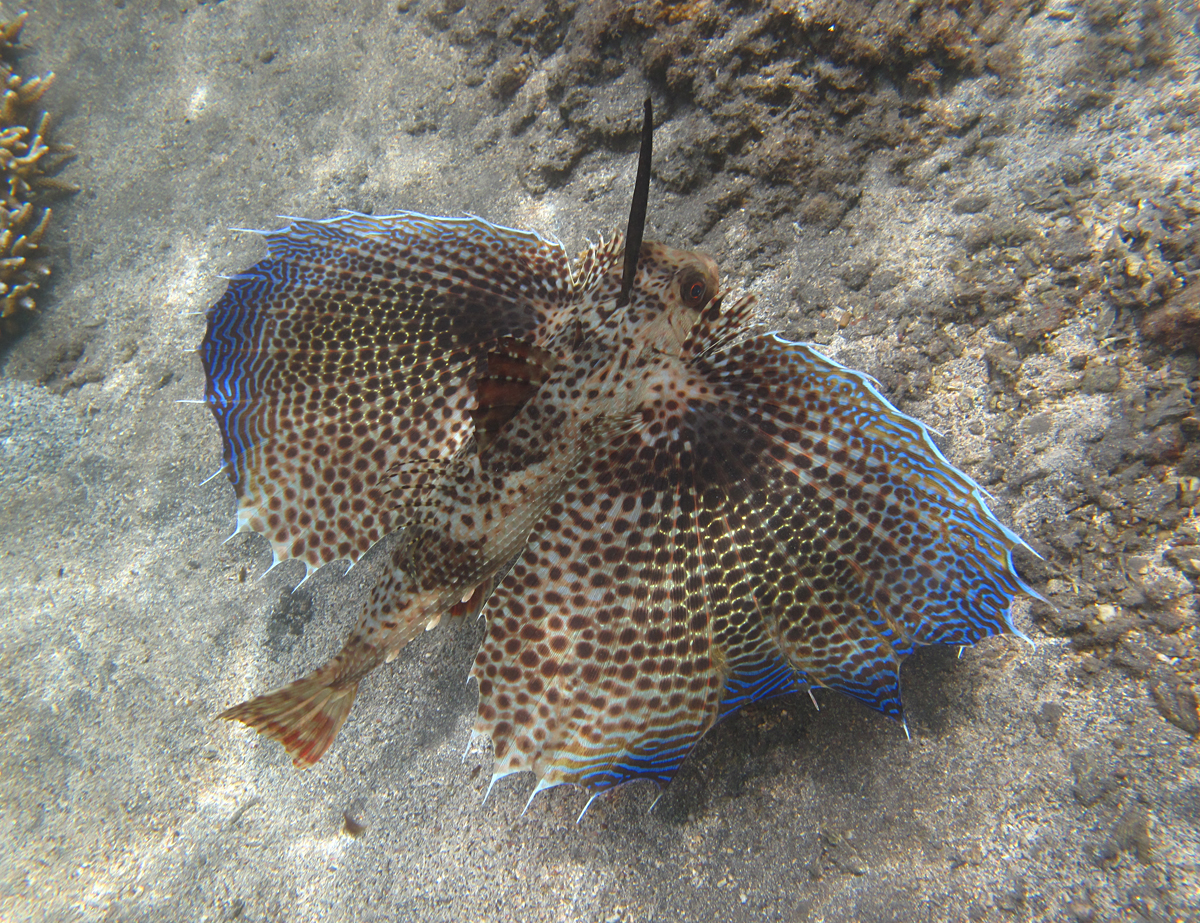
Dactyloptena orientalis
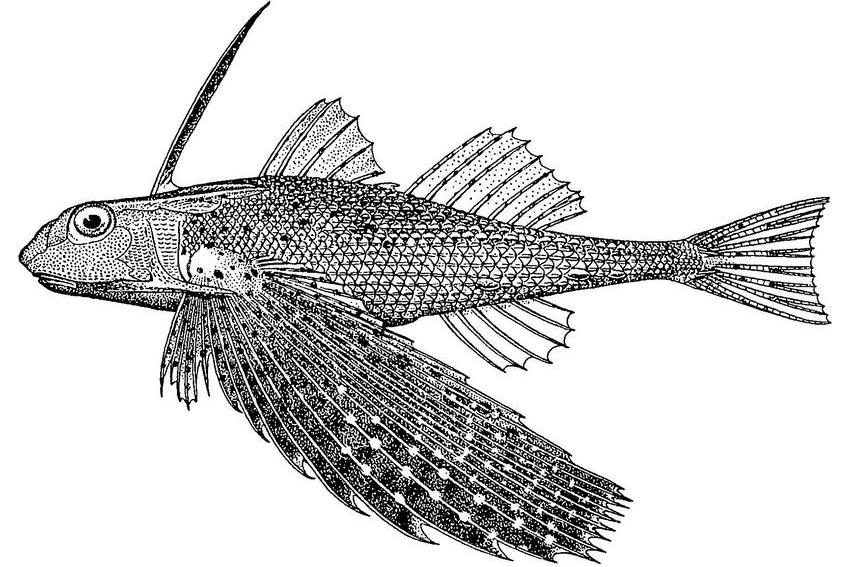
Dactyloptena peterseni

## Systématique
Le nom valide complet (avec auteur) de ce taxon est Dactyloptena Jordan & Richardson (d), 1908,.
Dactyloptena a pour synonymes :
- Daicocus Jordan & Richardson, 1908
- Diacocus
- Ebisinus Jordan & Richardson, 1908

### Étymologie
Le nom générique, Dactyloptena, dérive de la combinaison grec ancien de δάκτυλος, dáktulos, « doigt », et πτηνός, ptēnós, « ailé », et est présumé faire référence aux grandes nageoires pectorales en forme d'ailes soutenues par des rayons en forme de doigts, semblables aux doigts des ailes de chauve-souris.

### Publication originale
- (en) David Starr Jordan et Robert Earl Richardson, « A review of the flat-heads, gurnards, and other mail-cheeked fishes of the waters of Japan », Proceedings of the United States National Museum, Washington, Inconnu, vol. 33, no 1581,‎ 28 février 1908, p. 629-670 (ISSN 0096-3801 et 2377-6560, OCLC 1259735, DOI 10.5479/SI.00963801.33-1581.629, lire en ligne).